# Полевой (городской округ город Бор)
Полевой — посёлок в городском округе город Бор Нижегородской области России.

## История
В 1965 г. Указом Президиума ВС РСФСР поселок Заготскот переименован в Полевой.

## Население
| 2002 | 2010 |
| ---- | ---- |
| 35   | ↗54  |